# Pörböly
Pörböly là một thị trấn thuộc hạt Tolna, Hungary. Thị trấn này có diện tích 11,11 km², dân số năm 2010 là 548 người, mật độ 49 người/km².